# Kalanchoe fedtschenkoi
Kalanchoe fedtschenkoi är en fetbladsväxtart som beskrevs av R.-hamet och Perrier. Kalanchoe fedtschenkoi ingår i släktet Kalanchoe och familjen fetbladsväxter. Inga underarter finns listade i Catalogue of Life.

## Bildgalleri

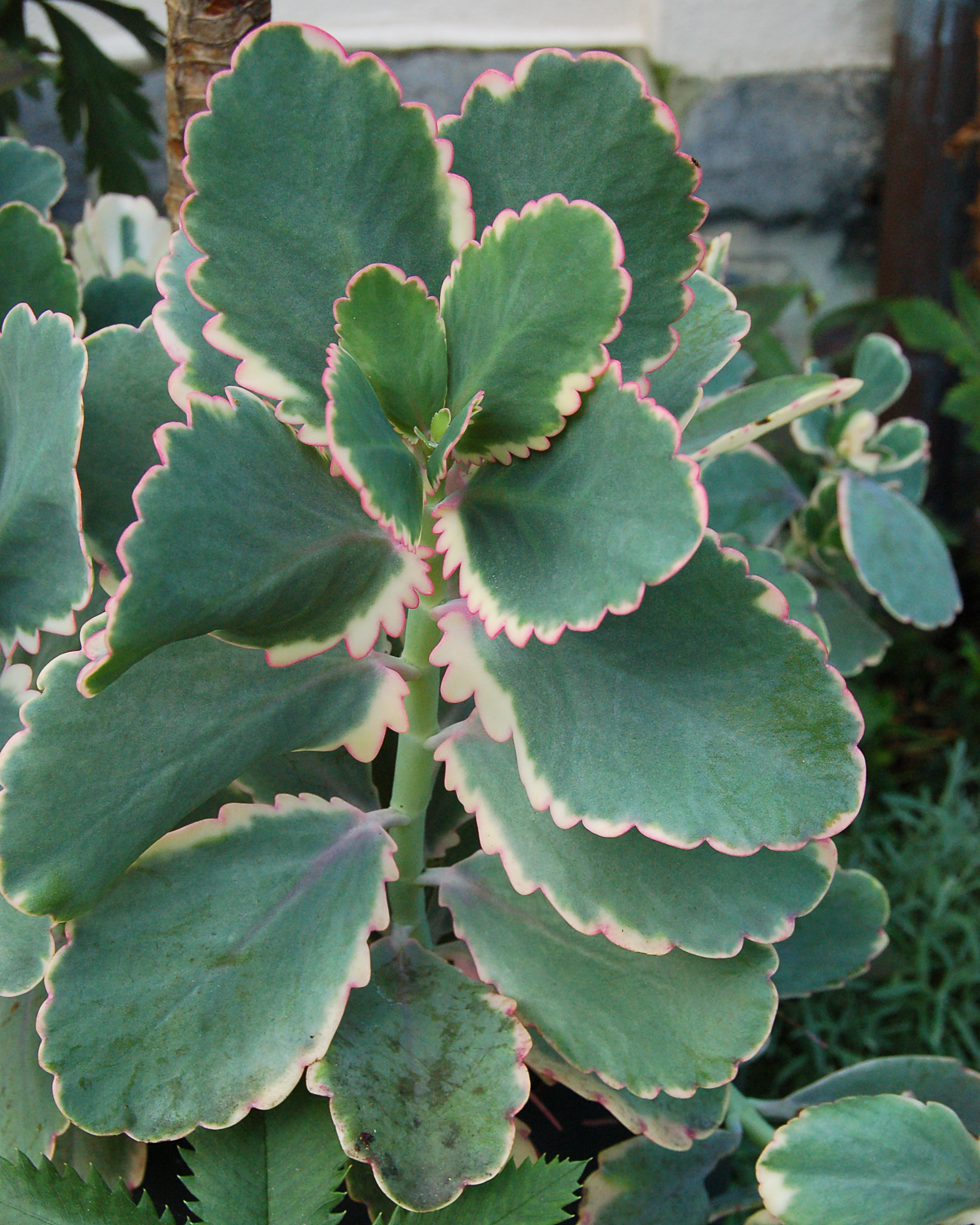
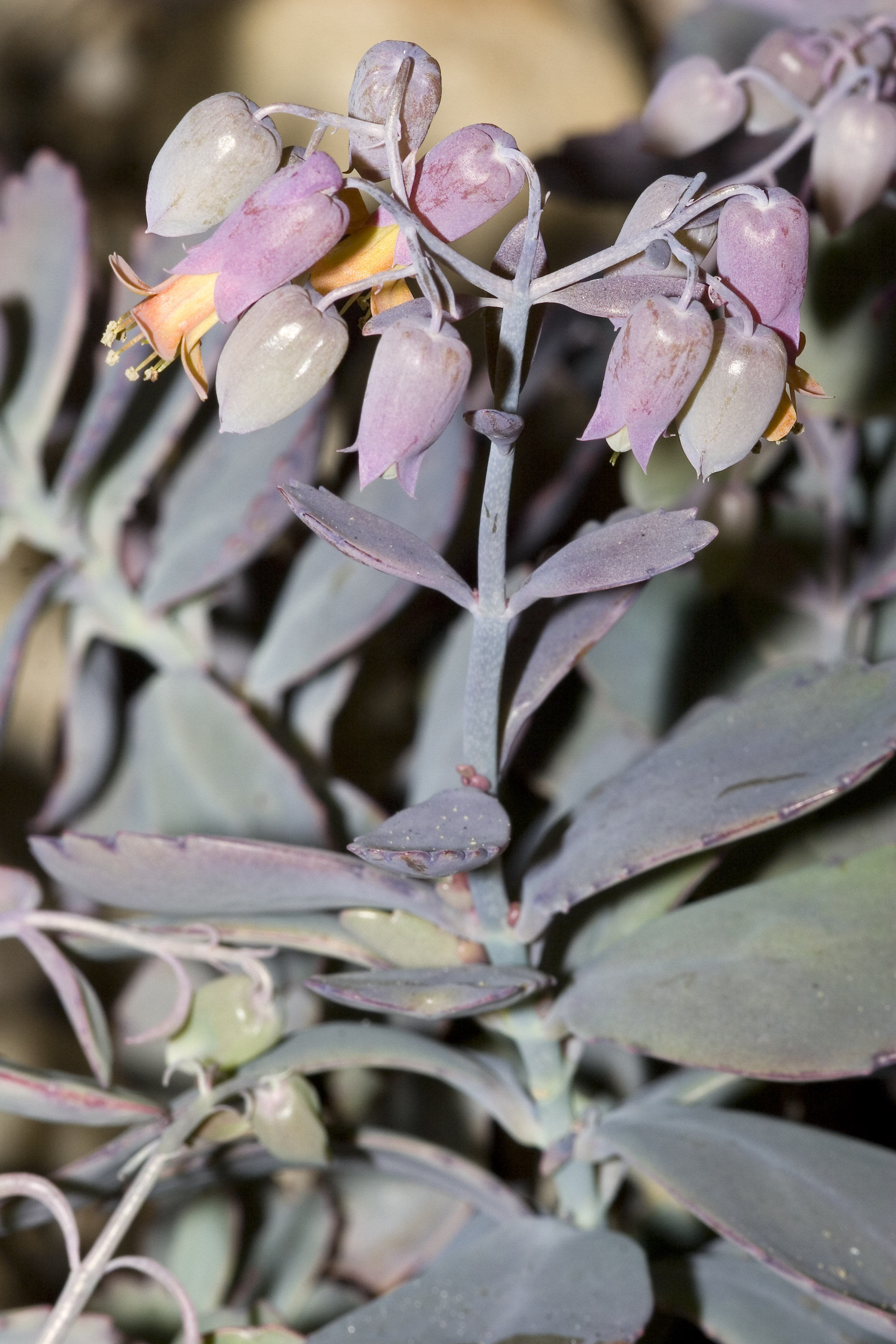
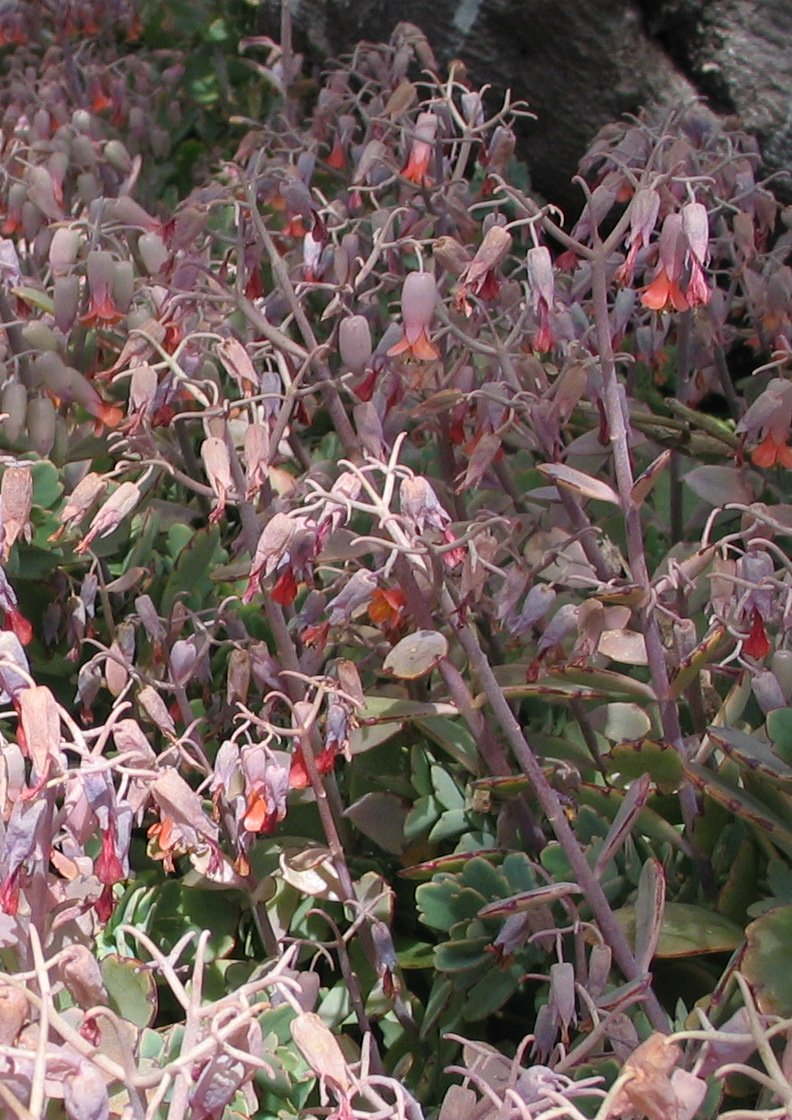
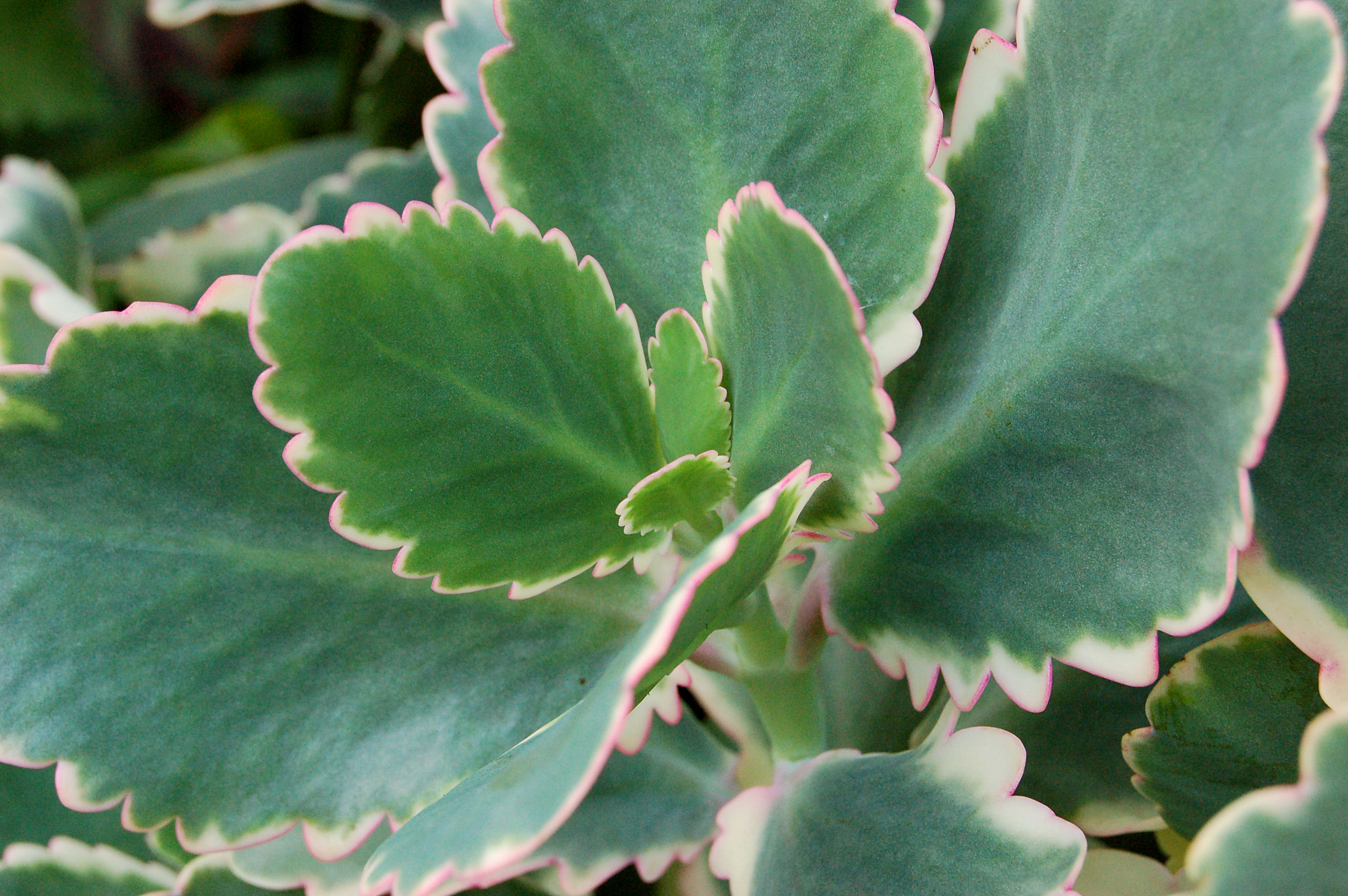
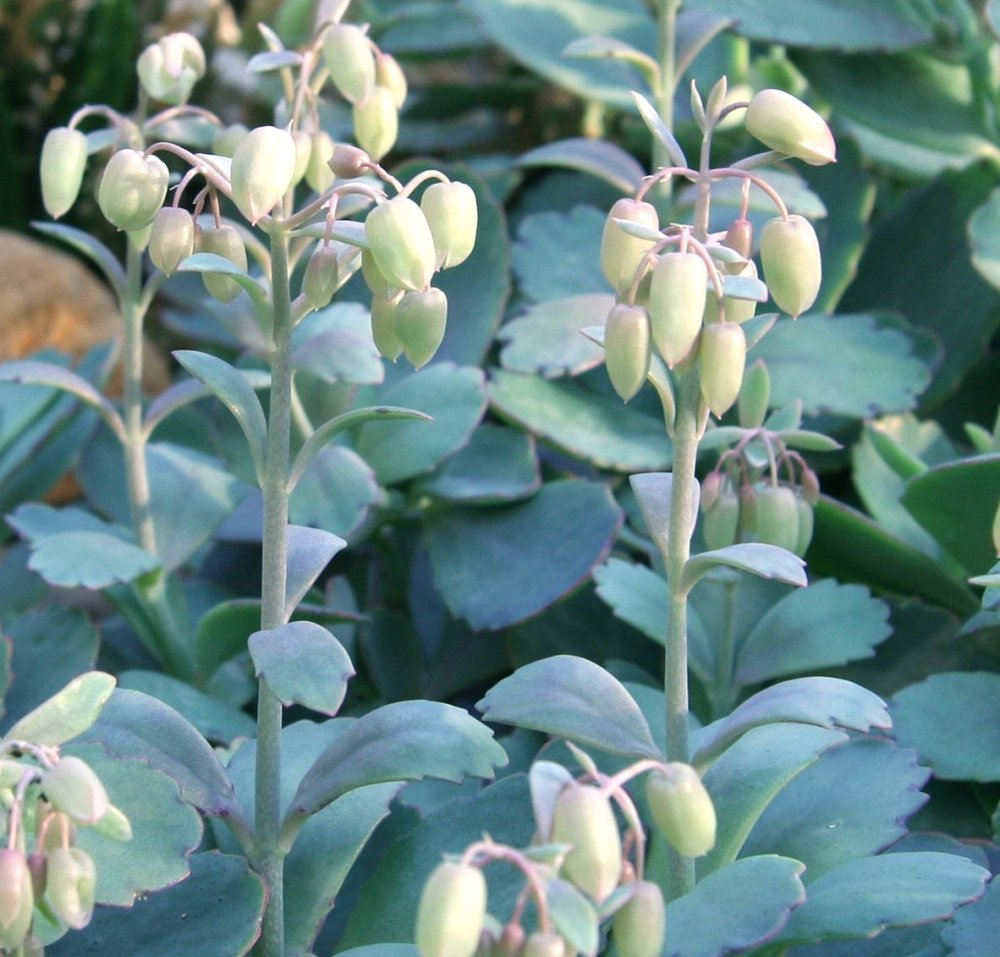
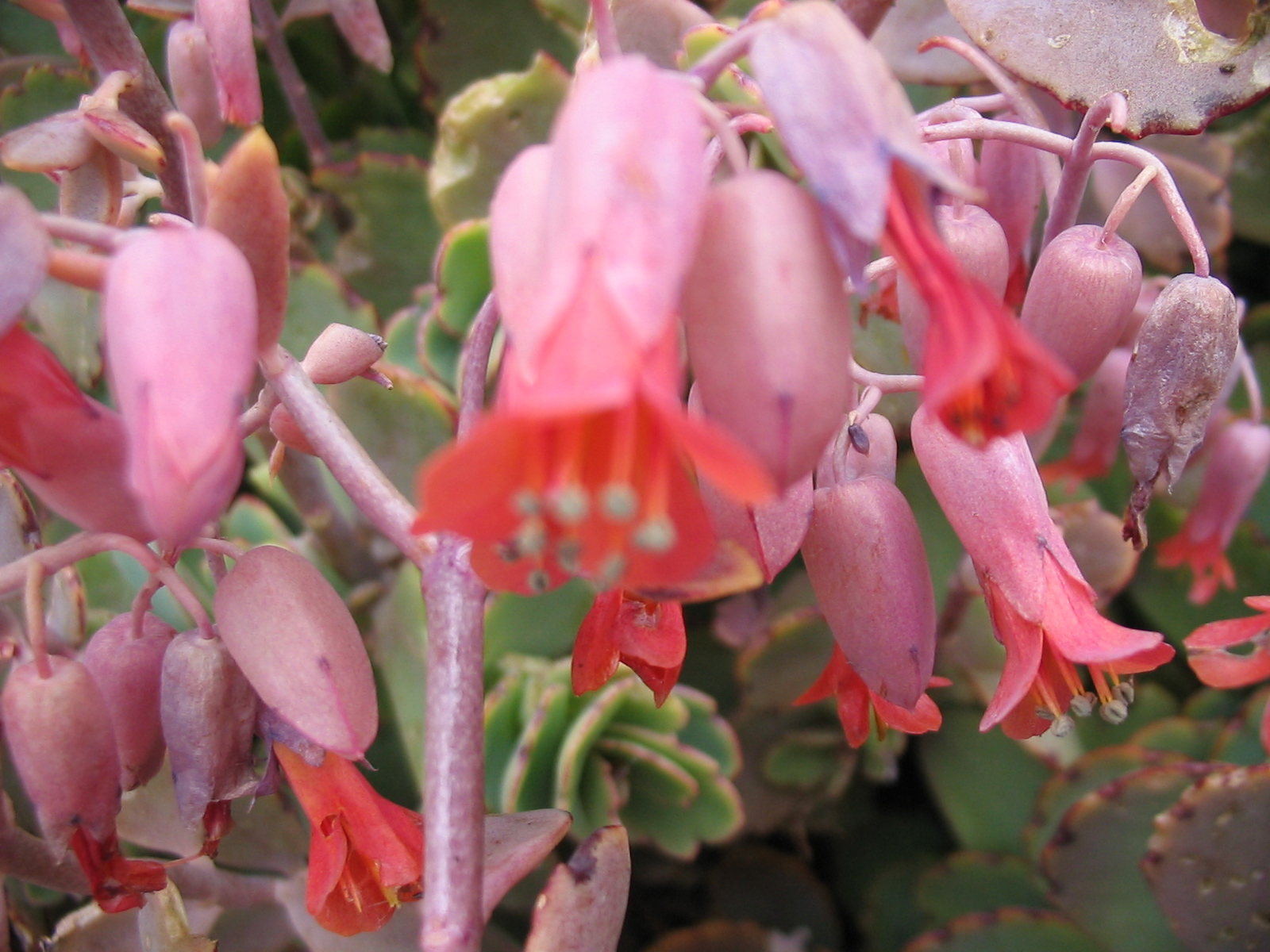